# فرودگاه شهری انترپرایز (اورگان)
فرودگاه شهری انترپرایز (اورگان) (به انگلیسی: Enterprise Municipal Airport (Oregon)) یک فرودگاه همگانی است که یک باند فرود آسفالت دارد و طول باند آن ۸۶۹ متر است. این فرودگاه در شهر انترپرایس، اورگن کشور ایالات متحده آمریکا قرار دارد و در ارتفاع ۱۲۰۶ متری از سطح دریا واقع شده است.